# Open Software License
La Licencia de Software Abierta (OSL) es una licencia de software creada por Lawrence Rosen. La Iniciativa de Código abierto (OSI) lo ha certificado como una licencia de código abierto, pero el proyecto Debian determinó que la versión 1.1 era incompatible con las DFSG. La OSL es una licencia copyleft con una cláusula de terminación desencadenada por la presentación de una demanda alegando infracción de patente.
Muchas personas en la comunidad del software libre / código abierto piensa que las patentes de software son dañinas para el software, y particularmente para el software libre. La OSL intenta contrarrestar esto creando un almacenamiento de software que un usuario puede utilizar si dicho usuario no lo daña atacándolo con una demanda por infracción de patente.

## Características claves

### Cláusula de terminación de la acción de patente
La OSL tiene una cláusula de terminación destinada a disuadir a los usuarios de presentar demandas por infracción de patentes:
10) Terminación por acción de patente. Esta Licencia finalizará automáticamente y Usted no podrá seguir ejerciendo ninguno de los derechos que le otorga esta Licencia a partir de la fecha en que Usted inicie una acción, incluyendo una demanda cruzada o contrademanda, contra el Licenciante o cualquier licenciatario que alegue que la Obra Original infringe una patente. Esta disposición de terminación no se aplicará a una acción que alegue infracción de patente por combinaciones de la Obra Original con otro software o hardware.

### Garantía de procedencia
Otro objetivo de la OSL es garantizar la procedencia.
7) Garantía de procedencia y renuncia de garantía. El Licenciante garantiza que los derechos de autor en y para la Obra Original y los derechos de patente otorgados por el Licenciante son propiedad del Licenciante o están sublicenciados a Usted bajo los términos de esta Licencia con el permiso del(los) contribuyente(s) de esos derechos de autor y derechos de patente.

## Comparación con LGPL/GPL
La OSL está pensada para ser similar a la LGPL. Tenga en cuenta que la definición de Derivative Works en OSL no cubre la vinculación a software/librerías OSL de manera que el software que simplemente se vincula al software OSL no está sujeto a la licencia OSL.
La OSL no es compatible con GPL. Se ha afirmado que la OSL pretende ser legalmente más fuerte que la GPL (con la principal diferencia de que "hacer que el software esté disponible para su uso en Internet requiere hacer que el código fuente esté disponible" que es el mismo objetivo que la nueva Licencia Pública General de Affero (AGPL), que es compatible con GPLv3), sin embargo, a diferencia de la GPL, la OSL nunca ha sido probada en un tribunal y no es ampliamente utilizada.

### Aceptación de la licencia
La restricción contenida en la Sección 9 de la OSL dicta:
Si Usted distribuye o comunica copias de la Obra Original o de una Obra Derivada, debe hacer un esfuerzo razonable bajo las circunstancias para obtener el consentimiento expreso de los destinatarios a los términos de esta Licencia.
En su análisis de OSL, la Free Software Foundation afirma que "este requisito significa que la distribución de software OSL en sitios FTP ordinarios, el envío de parches a listas de correo ordinario, o el almacenamiento del software en un sistema de control de versiones ordinario, podría ser una violación de la licencia y sometería a los infractores a una posible terminación de la licencia. Por lo tanto, la OSL hace que sea un reto desarrollar software usando las herramientas ordinarias del desarrollo de Software Libre".

### Distribución
Si la afirmación de la FSF es cierta, la principal diferencia entre la GPL y OSL se refiere a posibles restricciones de redistribución. Ambas licencias imponen una especie de condición de reciprocidad que requiere que los autores de extensiones al software concedan licencias a las extensiones con la respectiva licencia de la obra original.

### Cláusula de terminación de la acción de patente
La cláusula de terminación de la acción de patente, descrita anteriormente, es otra diferencia significativa entre la OSL y la GPL.

## Disposiciones complementarias
- Las obras derivadas deben ser distribuidas bajo la misma licencia. (§1c)
- Las obras cubiertas que se distribuyan deben ir acompañadas del código fuente o el acceso a él debe estar disponible. (§3)
- No hay restricciones para cobrar dinero por los programas cubiertos por la licencia, pero el código fuente debe ser incluido o puesto a disposición por una tarifa razonable. (§3)
- Las obras cubiertas que se distribuyan deben incluir una copia literal de la licencia. (§16)
- La distribución implica (pero no indica explícitamente) una licencia libre de royalties para cualquier patente incorporada en el software. (§2)

## Versiones posteriores
Es opcional, aunque es común que el titular de los derechos de autor añada "o cualquier versión posterior" a los términos de distribución para permitir la distribución en futuras versiones de la licencia. Este término no se menciona directamente en la OSL. 
Sin embargo, parece violar la sección 16, que requiere una copia literal de la licencia.

## Software abierto que utiliza la OSL
- ClearCanvas (Vendido), Visor DICOM y RIS/PACS preparado para el entorno empresarial.
- Magento, una aplicación web eCommerce.
- PrestaShop, una aplicación web eCommerce.
- Mulgara, una triplestore escrita en Java (el nuevo código está siendo contribuido usando la licencia de Apache 2.0.)
- Escaso, una herramienta de análisis de código estático diseñada para el kernel Linux
- GMTK, un sistema de prototipado de redes bayesianas dinámicas
- Akeneo PIM, una aplicación de gestión de información de producto.

## Software abierto que utilizó la OSL
- NUnitLite hasta 2.0Alfa, una versión ligera de NUnit, NUnitLite está disponible bajo las licencias MIT / X / Expat.
- CodeIgniter v3.0, un framework de PHP de código abierto (planificado para usar OSL, abandonado debido a la incompatibilidad de GPL para la licencia MIT, puede haber usado solo por un corto tiempo para la versión de desarrollo)